# Qingdao Eagles
I Qingdao Eagles sono una società cestistica avente sede a Qingdao, in Cina. Fondata nel 2003, gioca nel campionato cinese.